# Џамија у Броду на Сави
Џамија у Броду на Сави (касније названом Славонском Броду) бивша је католичка црква (по католичким изворима) Светог Марка, претворена у џамију, а касније и срушена.

## Историја
Генерални викар за турску Славонију загребачког бискупа Петра Петретића био је отац Петар Николић. Из фрањевачког самостана у Нашицама пише биксупу писмо од 28. маја 1660. године, у којем пописује и описује жупе, жупнике, цркве и остало, на простору између Саве и Драве, под турском владавином. За Брод је између осталога записао: У селу или граду Броду стара црква, учињена можејом Турака, некоћ под именом Светога Марка...   Долазак Турака у Брод у јулу 1536. године је условио да се већ у септембру, октобру и новембру исте године, велики број људи исламизира. Исламизирани Брођани су своју цркву Светог Марка претворили у џамију, а подигли су још неколико мошеја, којих је почетком 17. вијека било већ девет. У граду је био и судбени стол - кадилук, а понекад је становао и пожешки санџак.  Др Игњат Алојзије Брлић (Брођанин, Србин католик) је о џамији записао: …а џамија им је стојала на углу трга покрај Саве… темељи те џамије изкопани су год. 1834.  По његовом свједочењу, око џамије је било турско, заправо, муслиманско гробље.  Из турског периода у Броду су до данас остала нека презимена хрватизираних и покатоличених становника Брода и околине (али и шире, Славоније и Срема): Азаповић (Азапи, Предраг Азап), Ченгић, Тескера (тескера је био назив за турску путну исправу)...  Рашани и Нијемци су ослободили Брод од турске власти 1691. године,  а затим су њемачки војници срушили све џамије и муслиманска гробља у Броду. 